# Julián Álvarez Ortega
 No el confongue amb Julián Álvarez (1788-1843) jurista i polític argentí-uruguaià.
Julián Álvarez Ortega (Écija, 26 de desembre de 1963) és un polític  espanyol membre del Partit Andalusista i cap de llista a la presidència de la Junta d'Andalusia per Coalició Andalusista a les eleccions al Parlament d'Andalusia de 2008.
Llicenciat en Dret per la Universitat de Sevilla, va ingressar al Partit Andalusista a l'any 1979, quan comptava amb només 16 anys, ja que el seu pare, Julián Álvarez Pernía, va ser un dels fundadors del Partit a més del primer alcalde democràtic d'Écija. El 1998 va ser responsable de la destrucció sencera de les ruïnes arqueològiques de la ciutat en favor d'un aparcament per a 299 cotxes, acte titllat de barbàric pel món acadèmic. Va ser secretari general de les Juventudes Andalucistas des de la seva fundació el 1983 i alcalde d'Écija entre 1995 i 2003. Aquest mateix any va ser elegit Secretari General del Partit Andalusista.